# リカルド・ピグリア
リカルド・ピグリア（Ricardo Piglia、1941年11月24日 - 2017年1月6日）は、アルゼンチンの作家である。

## 経歴
（リカルド・ピグリア｜プロフィール）
1940年、アルゼンチンに生まれる。早くからスペイン文学やアルゼンチン文学、北米文学に親しむ。
国立ラプラタ大学では歴史学を専攻する一方、短篇小説や評論の執筆を手がける。デビュー作となった短篇集『侵入』（1967年）から代表作『人工呼吸』（1980年）を経て『イダの道』（2013年）にいたるまで、創作と批評の融合にもとづく独特の作風は内外から高い評価を得ている。ボルヘスをはじめとするアルゼンチン作家に関する評論やエッセーも数多く発表。
『夜の標的』（2010年）でロムロ・ガジェゴス賞やマヌエル・ロハス賞を受賞。ボルヘスをテーマにしたテレビ公開講座に講師として出演するなど、活躍の場を広げていたが、晩年に筋萎縮性側索硬化症を患い、2017年に死去。

## 日本語訳
- 『人工呼吸』大西亮訳、水声社、フィクションのエル・ドラード、2015年9月
- 『燃やされた現ナマ』大西亮訳、水声社、フィクションのエル・ドラード、2022年2月

## 作品
長編小説
- 1980 Artificial Respiration ("Respiración artificial")
- 1992 The Absent City ("La ciudad ausente")
- 1997 Burnt Money ("Plata Quemada")
- 2010 Nocturnal Target ("Blanco nocturno")
- 2013 The Way Out ("El Camino de Ida")

短編集
- 1967 The Invasion ("La Invasión")
- 1975 Assumed Name ("Nombre Falso")
- 1988 Perpetual Prison ("Prisión perpetua")
- 1995 Moral Tales ("Cuentos morales")

エッセイ
- 1986 Criticism and Fiction ("Crítica y ficción")
- 1993 Argentina in Pieces ("La Argentina en pedazos")
- 1999 Brief Forms ("Formas breves")
- 2000 Dictionary of the Novel of Macedonio Fernández ("Diccionario de la novela de Macedonio Fernández")
- 2005 The Last Reader ("El último lector")

その他
- 2015 The Diaries of Emilio Renzi: The Formative Years
- 2016 The Diaries of Emilio Renzi: The Happy Years
- 2017 The Diaries of Emilio Renzi: A Day in the Life